# Streptozocină
Streptozocina este un agent chimioterapic de origine naturală din clasa agenților alchilanți, fiind un derivat de nitrozouree. Este utilizată în tratamentul unor cancere pancreatice  A fost extras din specia Stretomyces achromogenes. Calea de administrare disponibilă este cea intravenoasă.
Fiind toxic asupra celulelor pancreatice, este utilizată pentru inducerea diabetului la animalele de laborator.